# ديوب بابا عثمان
ديوب بابا عثمان (26 سبتمبر 1986 في البرازيل - ) هو لاعب كرة قدم برازيلي في مركز الوسط. شارك مع منتخب غينيا الاستوائية لكرة القدم. أما مع النوادي، فقد لعب مع المستقبل الرياضي بقابس وديبورتيس كوينديو ونادي المغرب الفاسي ونادي سي آر بي وCampinense Clube ‏ وMixto Esporte Clube ‏ ونادي أنابولينا وAssociação Atlética Coruripe ‏ ونادي أغويا نيغرا ونادي كورومبا وريد بول برازيل وSociedade Esportiva Itapirense ‏ وLemense Futebol Clube ‏ وSociedade Esportiva, Recreativa e Cultural Guarani ‏ وسنترو سبورتيفو ألاغوانو.

## وصلات خارجية
- ديوب بابا عثمان على موقع قاعدة بيانات كرة القدم.إي يو (الإنجليزية)
- ديوب بابا عثمان على موقع ناشيونال فوتبول تيمز (الإنجليزية)
- ديوب بابا عثمان على موقع Soccerway.com (الإنجليزية)